# Huntersville (North Carolina)
Huntersville ist eine Kleinstadt in Mecklenburg County in North Carolina mit dem Charakter einer Vorstadt. Das U.S. Census Bureau ermittelte bei der Volkszählung 2020 eine Einwohnerzahl von 61.376.
Huntersville liegt 14 Meilen (23 km) nördlich von Charlotte.

## Demografie
Zum Zeitpunkt der Volkszählung 2010 waren 46.773 Personen in 9.171 Haushalten und 6.859 Familien in der Stadt ansässig. Die Bevölkerungsdichte betrug 801,4 Personen pro Quadratmeile (309,4/km²). Es gab 9.859 Wohneinheiten mit einer durchschnittlichen Dichte von 316,5 pro Quadratmeile (122,2/km²). Die rassische Zusammensetzung der Stadt bestand zu 88,42 % aus Weißen, 7,47 % aus Afroamerikanern, 0,37 % aus amerikanischen Ureinwohnern, 1,50 % aus Asiaten, 0,05 % aus  indigenen Hawaiianern oder pazifischen Inselbewohnern, 1,06 % aus anderen Rassen und 1,13 % aus zwei oder mehr Rassen. Die Hispanoamerikaner oder Latinos jeder Rasse machten 3,88 % der Bevölkerung aus.
Die Armutsquote lag 2017 bei 4,7 % und damit unterdurchschnittlich hoch. Hauspreise und Durchschnittseinkommen lagen über dem nationalen Durchschnitt.

## Söhne oder Töchter der Stadt
- Hoyt Wilhelm (1922–2002), Baseballspieler
- Brandyn Curry (* 1991), Basketballspieler
- Reneé Rapp (* 2000), Schauspielerin und Sängerin